# Sergent-major
Pour les articles homonymes, voir Sergent-major (homonymie).
 (mai 2011).
Si vous disposez d'ouvrages ou d'articles de référence ou si vous connaissez des sites web de qualité traitant du thème abordé ici, merci de compléter l'article en donnant les références utiles à sa vérifiabilité et en les liant à la section « Notes et références ».
Le grade de sergent-major est un grade ou une position militaire dans plusieurs armées, avec parfois plusieurs déclinaisons. Dans les pays du Commonwealth, le sergent-major est une position occupée par le sous-officier senior.

## Armée belge
Dans les composantes terre, air et médicale de l'Armée belge, le grade de « premier sergent-major » est le premier grade des sous-officiers d'élite, de code OTAN OR-7, situé au-dessus du grade de « premier sergent-chef » et en dessous de celui d'adjudant. Son insigne diffère selon les composantes :
- dans la composante terre et la composante médicale, l'insigne de ce grade consiste en cinq chevrons regroupés en un groupe de trois au-dessus d'un groupe de deux ;
- dans la composante air, il consiste en cinq bandes blanches étroites, elles aussi regroupées en un groupe de trois au-dessus d'un groupe de deux.

L'équivalent du grade de premier sergent-major dans la composante marine est le grade de premier maître.

## Armée britannique
Dans la British Army, sergent-major (sergeant major) est l'un des emplois auquel peut-être nommé un warrant officer class 2 (en). Sergent-major régimentaire (regimental sergeant major)  est la nomination équivalente au niveau régimentaire ou supérieur pour un warrant officer class 1 (en). Depuis la fin août 2015, il existe un sergent-major de la British Army.

## Armée suisse

Insigne de sergent-major dans l'Armée suisse.

Dans l'Armée suisse le grade est situé entre ceux de sergent-chef et de fourrier. Il a rang de sous-officier supérieur.
Depuis la réforme d'Armée XXI (01.01.2004), le sergent-major (en allemand Feldwebel) est un grade exclusivement réservé à un sous-officier supérieur technique (Chef d'atelier, sous officier système, chef PCT) alors qu'auparavant ce grade désignait également et principalement le sergent-major d'unité (qui a actuellement le grade de sergent-major chef).
Son insigne est composé de deux chevrons surmontés d'une croix entourée de lauriers.

## Armée française

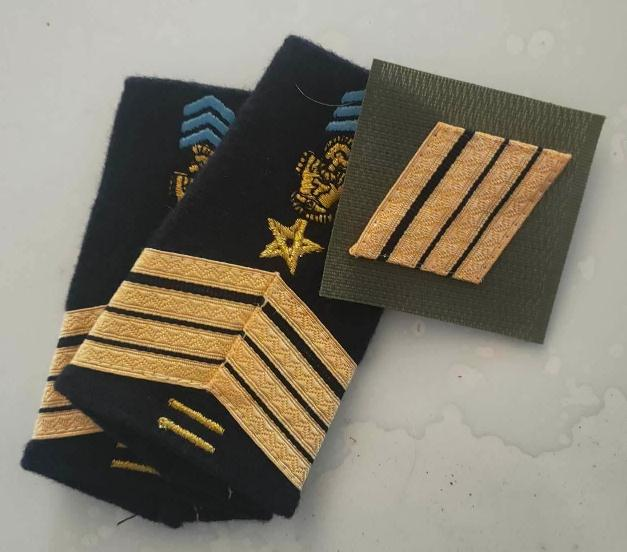
Nouveau galon avec 4 chevrons pour sergent- chef titulaire de BM2, depuis septembre 2022

En France, le grade de sergent-major fut créé en 1776. Il était le bas-officier le plus élevé dans la compagnie d'infanterie ; dans la cavalerie, son équivalent était le maréchal des logis-chef. Le sergent-major était chargé de l’administration de la compagnie. Néanmoins, compte tenu des différentes missions, des stages, des congés, etc., le sergent-major était souvent l'adjoint du capitaine commandant la compagnie. Il était aussi le président des bas-officiers et le comptable de l'unité. Il organisait le service intérieur de la compagnie, tant au quartier général que sur le terrain. Sous l'Ancien Régime, l'adjudant sous-officier, équivalent du sergent-major au niveau de la compagnie, est établi en 1776 au niveau du régiment : c'était ainsi le premier bas-officier du régiment.
Le sergent-major était alors un bas-officier d'élite et, longtemps, le corps s'est présenté comme un vivier pour le choix des officiers. Après les réformes qui suivirent la guerre de 1870, il devint plus difficile pour eux d'accéder au grade d'officier, compte tenu des restrictions d'âge. Avec la réforme des effectifs au sein des bataillons et l'ajout d'un sous-officier avec le grade d'adjudant par compagnie, le sergent-major fut cantonné à des tâches purement administratives.
Le grade est remplacé par celui de sergent-chef par la loi de 1928. Il est rétabli de 1942 à 1962 pour le sous-officier responsable de la comptabilité de la compagnie. Aucun sergent-major n'a été nommé depuis 1964 et le grade a été de nouveau supprimé en 1971.
Quelques anciens sergents-majors sont le maréchal Bazaine, Frédéric Bazille, le général Édouard Husband ou encore Henri Poincaré. Il est à noter qu'il a bien eu un grade de sergent-chef-major, à ne pas confondre avec le grade de sergent-major. En effet, le sergent major était de fait un sergent-chef ayant la responsabilité comptable et administrative de la compagnie, il portait donc les mêmes trois galons biseautés. Par contre, le sergent-chef-major avait bien un marquage de galon distinctif de quatre galons biseautés. Ce grade avait pour pleine équivalence le grade d'adjudant. Ce grade a perduré jusqu'aux années 60.[précision nécessaire]
Le nouveau galon de sergent-chef avec ses quatre chevrons a fait son apparition dans les unités de l'armée de Terre en septembre 2022 pour différencier les sergents-chefs titulaires du brevet militaire de niveau 2 (BM2) des autres sergents-chefs qui ne sont pas titulaires du  BMP2. Ce nouveau galon pourrait donner à penser que l'Armée de terre crée de facto un nouveau grade pour les sous-officiers subalternes, qui serait celui de sergent-major. Or, l'article L. 4131-1 / 2° du Code de la Défense prévoit que  

« Les grades des sous-officiers et des officiers mariniers sont :
a) Sergent ou second maître ;
b) Sergent-chef ou maître ;
c) Adjudant ou premier maître ;
d) Adjudant-chef ou maître principal ;
e) Major. »

Le galon à quatre chevrons nouvellement réintroduit ne correspond donc pas à un nouveau grade, mais distingue entre eux des sous-officiers de même grade.  

## Forces armées canadiennes
Dans les Forces armées canadiennes, le sergent-major est une position occupée par un militaire du rang. Il s'agit du militaire du rang le plus ancien de l'unité ou de la sous-unité. Les sergents-majors portent généralement le grade d'adjudant-maître ou d'adjudant-chef. Les rôles généraux du sergent-major sont d'assister le commandant ou l'officier commandant, de s'occuper de la discipline et de veiller au bien-être des militaires du rang et de les représenter auprès du commandant ou de l'officier commandant.

## Forces armées des États-Unis
Le grade de sergent-major existe en plusieurs déclinaisons au sein des composantes de l'Armée américaine :
- l'Armée de terre (United States Army) prévoit trois versions du grade :
  - sergeant-major (insigne : trois chevrons, trois arcs et une étoile au centre),
  - command sergeant-major (insigne : trois chevrons, trois arcs et une étoile entourés de feuilles de laurier au centre),
  - sergeant-major of the Army (insigne : trois chevrons, trois arcs et un aigle entouré de deux étoiles au centre) ;
- le Corps des Marines (United States Marine Corps) prévoit deux versions du grade :
  - sergeant-major (insigne : trois chevrons, quatre arcs et une étoile au centre),
  - sergeant-major of the Marine Corps (insigne : trois chevrons, quatre arcs et l'insigne du Corps des Marines entouré de deux étoiles au centre).